# Henrik III., francuski kralj
Henrik III., pravim imenom Alexandre Édouard (Fontainebleau, 19. rujna 1551. – Saint-Cloud, 2. kolovoza 1589.), kralj Poljske 1573. – 1574. i kralj Francuske 1574. – 1589. Posljednji je vladar iz kraljevske kuće Valois.

## Životopis
Ovaj treći po redu sin Henrika II. postaje kralj Francuske poslije svoja dva brata koja umiru bez zakonitih nasljednika. Njemu je majka Katarina Medici bila namijenila krunu Poljske koja je ostala bez kralja 1572. godine. Imajući izbor između predstavnika Habsburga i Henrika III. Poljaci su izabrali ovog drugog 1573. godine s nadom u potporu zadržavanja svoje nezavisnosti.
Poljska avantura ovog kralja završava kada ga majka obavještava 1574. godine da njegov brat Karlo IX. umire. Na tu vijest Henrik koji realno nikad nije volio "barbarsko" Poljsko kraljevstvo potajno napušta svoju novu postojbinu strahovito ponižavajući Poljake koji na taj način postaju narod od kojega vlastiti kralj bježi.
Tijekom svibnja 1576. ovaj kralj je pokušao zaustaviti vjerske borbe unutar Francuske mirovnim ugovorom, ali suočen s pobunom katolika on nastavlja borbe s hugenotima. Na kraju je sklopljen sedmogodišnji vjerski mir 1577. godine.  Njime se određuju politička prava jednih i drugih vjernika. Cijela vladavina Henrika III. je slična njegovom pokušaju mirenja iz 1576. godine. Donosio bi veoma često korisne mjere koje bi opozivao čim bi im se pojavio politički otpor. S financijskog gledišta ovaj kralj je nacionalna katastrofa. Bez obzira na stalne nemire u državi Henrik III. troši raskošno novac na svoje ekstravagantne ukuse. To pretjerano trošenje je takvog obima da mu katolici odbijaju pružit novčanu pomoć za rat protiv hugenota.  Na kraju njegove vladavine Francuske je bankrotirana država zahvaćena vjerskim nemirima.
Mir sklopljen 1577. godine se raskida samo zbog prirodne smrti princa Franje 1584. godine kada hugenot Henrik kralj Navarre postaje prestolonasljednik Francuske.
On umire od posljedice atentata tijekom opsade Pariza koji se pobunio zbog vjerskih stajališta kralja koji stalno mijenja svoja političko-vjerska stajališta. Završni dokaz toga se nalazi kada sklapa savez s Henrikom IV. kraljem Navarre protiv svog pobunjenog glavnog grada. Protiv tog sadašnjeg saveznika Henrik III. je ratovao samo nekoliko godina ranije u Ratu tri Henrika zbog vjerskih pitanja.
Na samrtnoj postelji smrtno ranjen Henrik III. proglašava i formalno svojim nasljednikom sestrinog muža, hugenota Henrika IV. kralja Navarre.

## Poveznice
- Popis francuskih vladara